# Botryobasidium subbotryosum
Botryobasidium subbotryosum är en svampart som beskrevs av S.S. Rattan 1977. Botryobasidium subbotryosum ingår i släktet Botryobasidium och familjen Botryobasidiaceae.   Inga underarter finns listade i Catalogue of Life.